# بلییا
بلییا (به اسپانیایی: Velilla) یک شهرستان در اسپانیا است که در استان وایادولید واقع شده‌است.